# Nome de Chios
 (décembre 2023).
Si vous disposez d'ouvrages ou d'articles de référence ou si vous connaissez des sites web de qualité traitant du thème abordé ici, merci de compléter l'article en donnant les références utiles à sa vérifiabilité et en les liant à la section « Notes et références ».
Le nome de Chios (en grec moderne : νομός Χίου) est un nome de la périphérie d’Égée-Septentrionale.
Il est constitué des îles de Chios, Psará et Antipsara.
Sa capitale est la ville de Chios ou Chora (la ville), qui compte 21 261 habitants (2000).

## Municipalités
Le nome de Chios est subdivisé en dix municipalités dont voici la liste :
| Dème           | YPES code | Chef-lieu (si nom différent) | Code postal | Préfixe tel.  |
| -------------- | --------- | ---------------------------- | ----------- | ------------- |
| Agía Paraskeví | 3501      | -                            | 811 02      | 22520-3       |
| Agios Minas    | 5401      | Thymiana Chiou               | 821 00      | 22730-3       |
| Amani          | 5402      | Volissós                     | 821 03      | 22740-2       |
| Chios          | 5409      | -                            | 821 00      | 22710-2 bis 4 |
| Oinousses      | 5407      | -                            | 821 03      | 22710-52      |
| Ionía          | 5403      | Kallimasia                   | 821 00      | 22710-5 bis 6 |
| Kambóchora     | 5404      | -                            | 821 00      | 22710-8       |
| Kardámyla      | 5405      | -                            | 823 00      | 22720-2       |
| Mastichochoria | 5406      | Pyrgí                        | 821 02      | 22710-7       |
| Omiroúpoli     | 5408      | Vrontados                    | 822 00      | 22710-9       |
| Psará          | 5410      | -                            | 821 04      | 22740-6       |